# Monte Gambarogno
Monte Gambarogno är en bergstopp i Schweiz.   Den ligger i distriktet Locarno och kantonen Ticino, i den sydöstra delen av landet, 140 km sydost om huvudstaden Bern. Toppen på Monte Gambarogno är 1 734 meter över havet, eller 502 meter över den omgivande terrängen. Bredden vid basen är 6,7 km.
Terrängen runt Monte Gambarogno är huvudsakligen bergig, men åt nordväst är den kuperad. Runt Monte Gambarogno är det ganska glesbefolkat, med 40 invånare per kvadratkilometer.. Närmaste större samhälle är Lugano, 15,1 km sydost om Monte Gambarogno. 
I omgivningarna runt Monte Gambarogno växer i huvudsak blandskog.